# Dioscorea igualamontana
Dioscorea igualamontana är en enhjärtbladig växtart som beskrevs av Eizi Matuda. Dioscorea igualamontana ingår i släktet Dioscorea och familjen Dioscoreaceae. Inga underarter finns listade i Catalogue of Life.